# Tito Canepa
Tito Enrique Cánepa Jiménez (21 de septiembre de 1916 - 11 de febrero de 2014) fue uno de los más importantes pintores dominicanos que llegaron a su madurez artística en los años 1930s y 1940s. La identidad artística de Canepa se forma en la ciudad de Nueva York, en donde vivió desde la edad de 21 años, nunca regresó para quedarse en su país natal. A pesar de esta distancia, o quizá debido a ello, como León David ha apuntado, su trabajo siempre muestra una cierta dominicaneidad sin establecerlo como una meta en sus logros – una dominicaneidad que nunca es folclórica. De los tres pintores modernistas Dominicanos de los 1930s y 40s – Canepa, Colson y Suro – señalados por Rafael Díaz Niese en 1944 como los más significativos

## Biografía
Nació en 1916 en San Pedro de Macorís en la República Domincana. Sus estudios artísticos iniciales fueron en su país natal. Después de participar en el movimiento político en contra de la dictadura de Trujillo su existencia en la República Dominicana se hizo precaria, y se fue a Nueva York en 1935, estableciéndose allí permanentemente en 1937 cuando aceptó un puesto en el taller de Siqueiros en Nueva York en la Calle 13. Ahí trabajó bajo Roberto Berdecio en un número de murales, mientras que tomaba clases en la Art Students League. El exilio intensificó sus recuerdos de la infancia, los cuales estaban coloridos por las tradiciones anticoloniales progresivas republicanas de su familia materna. Dos de sus ancestros maternos habían sido presidentes de la República Dominicana: Manuel Jimenes (presidencia 1848 – 1849), un producto de la Ilustración y el Abolicionismo, y Juan Isidro Jimenes Pereyra (presidencia 1902 – 1916). Además, el arte de Canepa reflejó la historia marinera de la familia Genovesa de su padre y la construcción extravagante de su padre de un pequeño teatro para la ópera en San Pedro Macorís, el Teatro Colón. Fue ahí, observando al pintor Español Enrique Tarazona en su trabajo, que Canepa ganó “la profunda confianza y absorción audaz de estilos históricos que lo caracterizan” su pintura, dominando “las enseñanzas de los grandes maestros del pasado a tan tierna edad que éstas se convirtieron en una parte digerida de su obra.” 
En Nueva York se empapó en el período de fermentación de la WPA artística y social. Exhibió en las galerías Bonestell y ACA, y su temprano círculo de amigos, con quienes intercambiaba pinturas y dibujos, incluían a pintores como David Burliuk, Pavel Tchelitchew, Walter Houmère, Rufino Tamayo y Mario Carreño y (más tarde) Edward Laning. Lejos de establecerse como un pintor ‘Dominicano’, sintió que él mismo era parte de una tradición más amplia. Aquí una influencia clave fue su mentor, el historiador de arte Dominicano y musicólogo Américo Lugo Romero. Con Lugo pasó casi cada día de la mayor parte del año en el Museo Metropolitano de Arte, absorbiendo el conocimiento del trabajo de su mentor del arte Renacentista y discutiendo atribuciones de ciertas pinturas.
Su reconocimiento temprano en la República Dominicana vino de Rafael Díaz Niese, en ocasión de una exhibición de auto-retratos en 1943 en la Galería Nacional de Bellas Artes en Santo Domingo. El artículo de Díaz Niese establecía a Canepa, Darío Suro y Jaime Colson como la trinidad de artistas Dominicanos quienes eran líderes de la segunda generación de alto modernismo (1930s y 1940s). Del auto-retrato de Canepa ahora perdido, Díaz Niese escribió:

Una intensa vida interior animaba esa pequeña obra. Todo en ella concurría a darnos la impresión de que su autor, era más que un simple pintor, un verdadero artista: El vigor del trazo, la acentuada tendencia a valorar los volúmenes en perfecta sucesión de planos y la exquisita mesura con que había logrado plasmar, pese a un colorido algo frío, su juvenil expresión.Todo declaraba paladinamente que su autor poseía un temperamento de excepción.

En relación con otros trabajos tempranos y en contra de la familiaridad anterior de Canepa con el arte Renacentista, Díaz Niese resumió las cualidades extraordinarias de sus pinturas:

... la sobriedad, la lógica organización de sus composiciones y el amor exaltado por las formas delineadas reciamente dentro de una atmósfera de claridad y pulcritud.
Estas cualidades – de acuerdo con Danilo de los Santos citando a Díaz Niese – que responden a la preeminencia de la figura humana como sujeto de la pintura, se fortalecen cuando ese arte suyo gana «cierto sentido de la monumentalidad (…) visible hasta en sus figuras de reducidas dimensiones, las cuales aumentan un dibujo preciso, severo y admirable”.

En sus primeros trabajos, de acuerdo con Edward Sullivan, “las figuras están construidas sólidamente casi de una forma escultural. Existen en un reino sin tiempo aparentemente”; en trabajos de los 1970s parece que hace homenaje a Mantegna, Piero y otros artistas del Quatrocento quienes “demostraron tal interés en la medida del espacio frío, calmado y casi-matemático. Muchas de estas composiciones son altamente expansivas y sugieren la descripción espacial ambiciosa de pinturas murales”.
El simbolismo del sueño, “la nostálgica búsqueda de la tierra perdida” y “la exploración de la misteriosa comarca familiar e infantil” están entre los temas que León David identificó en el trabajo de Canepa.
Durante la Segunda Guerra Mundial Canepa sirvió en el Cuerpo de Señales del Ejército de los Estados Unidos haciendo películas de propaganda. En 1944 se casó con la bailarina moderna Florence Lessing.
En los 1950s, desde Nueva York, estuvo centralmente involucrado en el grupo de líderes políticos que planearon derrocar al dictador de la República Dominicana Trujillo.
En los 1970s su trabajo fue el objeto de una serie de artículos en los periódicos Dominicanos, notablemente aquellos por María Ugarte, una experta líder en la herencia cultural y artística del país, en “El Caribe”, y por el poeta y crítico de arte León David, en “El Siglo”. Este interés renovado estuvo ampliamente desencadenado por un evento: los esfuerzos de un miembro de la familia Trujillo para embargar su tríptico histórico “Enriquillo – Duarte – Luperón” (1971) mientras que todavía estaba en el aeropuerto de Santo Domingo. La nueva apreciación culminó en la publicación en 1988 de la monografía de León David.
En los 1980s Canepa junto con varios otros artistas Dominicanos, incluyendo a Bismarck Victoria, Freddy Rodríguez y Magno Laracuente formaron las Artes Visuales Dominicanas de Nueva York (Dominican Visual Artists of New York) (DVANY), la cual organizó varias exhibiciones importantes.
En 1992 fue el receptor de una premio vitalicio por su trayectoria de la Fundación Ciencia y Arte de la República Dominicana, con “el agradecimiento eterno del pueblo dominicano a la obra pictórica”.
En los 1990s, Canepa exhibió su trabajo en un número de exhibiciones, incluyendo una exhibición del arte latinoamericano en el Instituto de Cultura Mexicana en Washington D. C. y en la Galería Step en Nueva York. En 1996 su ahora famoso tríptico Enriquillo – Duarte – Luperón fue elegido como la ilustración de la cubierta para la exhibición grupal más importante de arte Dominicano jamás sido montado fuera del país, Modern and Contemporary Art from the Dominican Republic, coorganizado por el Instituto Español y Sociedad de las Américas en Nueva York, en el cual sus trabajos ocuparon un lugar importante. La exhibición también viajó al Museo de Arte Bass, Miami Beach.
En 2005, el Instituto de Estudios Dominicanos de la City University of New York inauguró sus archivos con una extensa colección de cartas de Tito Canejo, dibujos y fotografías.== junto con tres pinturas: Ojeda y Caonabo  (1984), Las Hermanas Mirabál  (1985) y El Golfo de Flechas  (1987).
En 2008 la Fundación Global Democracia y Desarrollo y el Instituto de Estudios Dominicanos CUNY organizaron una exhibición en la Galería de Arte FUNGLODE en Santo Domingo, Tito Cánepa – 60 Años de reivindicación de la plástica dominicana en Estados Unidos.
En 2008 la Segunda Conferencia Internacional e Interdisciplinaria sobre Estudios Dominicanos Dominicans in the U.S. Prior to 1970 - Recovering an Earlier Dominican Presence. Dedicated to Camila Henríquez Ureña and Tito Cánepa  tuvo lugar en la Universidad Comunitaria Hostos en la ciudad de Nueva York.
En febrero/marzo 2013 el CUNY Dominican Studies Institute presentó una exhibición El Músico y el Pintor/The Musician and the Painter: Petitón Guzmán and Tito Enrique Cánepa — An Exhibit Documenting the Lifetime, Work, and Artistic Trajectory of Two Early Twentieth Century Dominican Artists in New York .
En 2018 el Smithsonian American Art Museum adquirió dos pinturas por Tito Canepa: Desnuda sobre la yerba  (Nude in the Grass ) y El difraz  (The Jester ).